# Cas intransitiu
El cas intransitiu és un cas gramatical emprat en algunes llengües per marcar el subjecte d'un verb intransitiu, però mai el d'un de transitiu. Se sol trobar en llengües ergativo-acusatives.